# Gustave de Mûelenaere
Gustave Adolphe de Mûelenaere, ook De Mûelenaere-Du Jardin, (Pittem, 14 mei 1823 - Ukkel, 8 juli 1874) was een Belgisch volksvertegenwoordiger en burgemeester.

## Levensloop
Hij was de zoon van Jean de Mûelenaere (1790-1860) en van Marie-Henriette Amerlinck (1793-1862). Zijn vader was advocaat, vrederechter, provincieraadslid en burgemeester van Pittem. Hij trouwde met Augusta Du Jardin (1824-1891), dochter van de Brugse bankier Felix Du Jardin. Hij was de neef van eerste minister Felix de Mûelenaere.
In 1871, ongetwijfeld in herinnering aan Felix de Mûelenaere, werd Gustave in de erfelijke adel opgenomen, met een titel van graaf, overdraagbaar op al zijn nakomelingen. Dit had weinig gevolg, want het echtpaar had alleen maar een dochter Marie de Mûelenaere (1850-1925), die trouwde met Charles de la Croix d'Ogimont (1842-1883). 
Hij werd provincieraadslid van West-Vlaanderen (1848-1862) en burgemeester van Pittem, van 1864 tot aan zijn dood.
In 1862 werd hij verkozen tot katholiek volksvertegenwoordiger voor het arrondissement Tielt en vervulde dit mandaat eveneens tot aan zijn dood. Hij werd toen opgevolgd door August Beernaert.